# 개인통관고유번호
개인통관고유번호란 수출입통관업체 또는 개인의 식별을 위하여 통관고유부호 및 해외거래처부호 등록·관리에 관한 고시 상 통관고유부호 체계에 따라 관세청 부호관리시스템에서 부여한 부호를 말한다. 2018년 7월부터 목록통관 실명확인제가 시행되어 개인통관고유부호 제출이 의무화되었다.

## 체계
- 통관고유부호 구성체계 예시

| P    | n(2)     | n(9)     | n(1)         |
| ---- | -------- | -------- | ------------ |
| 개인 | 발급년도 | 부여번호 | 오류검증부호 |

- 개인 : 모든 개인통관고유부호에 P를 기재
- 발급년도 :19 부호를 발급한 연도중 끝 2자리를 기재
- 부여번호 : 무작위 선택 부여
- 오류검증부호부호 : 부여나 입력의 오류를 체크하기 위한 부호  p520219